# Triphaenopsis hyblaea
Triphaenopsis hyblaea är en fjärilsart som beskrevs av Felder 1874. Triphaenopsis hyblaea ingår i släktet Triphaenopsis och familjen nattflyn. Inga underarter finns listade i Catalogue of Life.